# Fernando Gerassi
Fernando Gerassi, né le 5 octobre 1899 à Constantinople et mort en 1974, est un peintre. Il a combattu au sein des Brigades internationales lors de la guerre civile espagnole.

## Biographie
Fernando Gerassi était un descendant des juifs espagnols expulsés d'Espagne en 1492 qui ont trouvé refuge dans l'Empire ottoman. 
En 1922, il rencontre Stepha Awdykowytch, une Ukraino-Polonaise à Berlin. Ils se marient en 1929. En 1931, leur fils Juanito (qui fut appelé John aux États-Unis) naît à Paris.
En 1924, Fernando Gerassi et Stepha Awdykowytch arrivent à Paris. Ils font la connaissance de Simone de Beauvoir puis de Jean-Paul Sartre. Simone de Beauvoir, qui orthographie son nom Fernand Gérassi, fait de très fréquentes allusions à leurs rencontres dans son Journal et sa correspondance. Elle les surnomme Le Boubou et La Baba
Gerassi et sa famille émigrent aux États-Unis au début de la Seconde Guerre mondiale. Lui est engagé par Carmelita Hinton (en), qui avait fondé la Putney School (en) dans le Vermont, pour y enseigner les beaux-arts. Hinton employa aussi Stepha, pour enseigner « tout ce qu'elle pouvait », ce qui fit qu'elle donna des cours de Français, d'Espagnol, de Russe, d'Allemand, de Latin, et d'histoire. En 1955, Time indiqua que Gerassi avait exercé « quarante jobs différents ». De 1944 à 1964, Gerassi fut en butte aux tracasseries de la CIA qui menaçait d'expulser sa famille s'il refusait de travailler pour elle. Un de ses amis rapporta ce fait à Abe Fortas, alors assistant de Lyndon Johnson. Fortas obtint communication du dossier de Gerassi et l'envoya à l'attorney general Robert Kennedy, qui immédiatement fit avoir à Gerassi et à sa famille la nationalité américaine, en s'excusant « au nom de l'Amérique ».
En 1951, Gerassi partage une exposition de ses œuvres avec celles de Georgia O'Keeffe et en 1955, il expose seul à la Panoras Gallery à Manhattan, ce qui suscita « de rares comptes rendus ».
Gerassi revint à Putney School où il peignit jusqu'à sa mort en 1974.

## Expositions
- Galerie Jean-Claude Belliet, rue La Boétie, Paris, 1935[5],[6]